# Iwan Alexandrowitsch Bukawschin
Iwan Bukawschin (russisch Иван Александрович Букавшин; bei der FIDE Ivan Bukavshin; * 3. Mai 1995 in Rostow am Don; † 12. Januar 2016 in Toljatti) war ein russischer Schachspieler.

## Leben
Bukawschin erlernte bereits mit viereinhalb Jahren das Schachspiel von seinen Eltern und wurde als Siebenjähriger Mitglied im örtlichen Schachklub „Slonjonok“ in Rostow am Don. Sein großes Talent fand frühzeitige Förderung und er galt bald als eine der größten Hoffnungen in Russland. 2005 gewann er die russische Landesmeisterschaft der unter 10-Jährigen und erreichte bei der Jugendweltmeisterschaft der gleichen Altersklasse in Belfort den zweiten Platz, womit die Ernennung zum FIDE-Meister verbunden war. Im Jahr darauf siegte er bei der Europameisterschaft der unter 12-Jährigen in Herceg Novi mit 8 Punkten aus 9 Partien. Diesen Erfolg wiederholte er 2008, als er die Europameisterschaft der unter 14-Jährigen (7½ Punkte aus 9 Partien; ebenfalls in Herceg Novi ausgetragen) gewann, und nochmals 2010, als er in Porto Carras Jugendeuropameister der unter 16-Jährigen wurde (mit 8½ Punkten aus 11 Partien). Im Jahr darauf gewann er mit der russischen Jugendnationalmannschaft die Schacholympiade der unter 16-Jährigen in Akhisar.
2011 wurde er im Februar zum Internationalen Meister und im Oktober zum Großmeister (GM) ernannt. In diesem Jahr gelangen ihm GM-Normen in Moskau (während des Moscow-Opens und des Aeroflot Opens) und in Taganrog.
2014 gewann er gemeinsam mit Andrei Istrățescu in Nancy und wurde Erster bei der russischen Jugendmeisterschaft der unter 20-Jährigen (punktgleich vor Grigori Oparin). Im selben Jahr teilte er gemeinsam mit Sanan Sjugirow und Karen H. Grigorjan den Sieg bei der Studentenweltmeisterschaft in Katowice. Beim Tschigorin-Memorial in Sankt Petersburg desselben Jahres teilte er den ersten Platz mit Ivan Ivanišević.
2015 wurde er Dritter hinter Jan Nepomnjaschtschi und Daniil Dubow beim Aeroflot-Open in Moskau. Im selben Jahr gewann er die russische Jugendmeisterschaft der unter 21-Jährigen und qualifizierte sich durch einen geteilten ersten Platz (mit Wladislaw Artemjew und Alexander Motyljow, nach Wertung war Bukawschin Dritter) bei der Russischen Höchsten Liga erstmals für das Superfinale der Russischen Meisterschaft. Über die Europameisterschaft 2015, ausgetragen in Jerusalem, qualifizierte Bukawschin sich für den Schach-Weltpokal in Baku, wo er in der ersten Runde gegen Sjarhej Schyhalka ausschied.
Nach der Europameisterschaft nahm er am Finale der russischen Meisterschaft teil, die in Tschita ausgetragen wurde. Sein Ergebnis von 5 aus 11 gegen die besten Spieler Russlands war ein großer Erfolg für ihn. Zum Ende des Jahres gewann er zwei Turniere in Chanty-Mansijsk: erst den „Gouverneur-Pokal“ und anschließend die russische Cup-Meisterschaft, die im K.-o.-System ausgetragen wird. Im Finale besiegte er Dmitri Kokarew. Sein letztes Turnier war das „Nussknacker-Turnier“ im Dezember 2015 in Moskau, ein Mannschaftsvergleich, bei dem eine Mannschaft aus Weltelitespielern, unter anderem Vize-Weltmeister Boris Gelfand und Péter Lékó, gegen die russische Jugendnationalmannschaft antrat.
Bukawschin starb überraschend wenige Tage später, am 12. Januar 2016, jedoch nicht, wie zunächst berichtet wurde, an einem Schlaganfall, sondern durch eine Überdosis (bzw. Vergiftung) des krampflösenden Arzneimittels "No-Schpa", welches aus dem Wirkstoff Drotaverin hergestellt wird. Er befand sich zu dieser Zeit in einem Trainingslager in Toljatti.